# Desmeplagioecia amphorae
Desmeplagioecia amphorae är en mossdjursart som beskrevs av Harmelin 1974. Desmeplagioecia amphorae ingår i släktet Desmeplagioecia och familjen Diastoporidae. Inga underarter finns listade i Catalogue of Life.